# Świr (osiedle typu miejskiego)
Świr (biał. Свір) – osiedle typu miejskiego na Białorusi w rejonie miadziolskim obwodu mińskiego, 1,0 tys. mieszkańców (2010), położone na brzegu jeziora Świr.
Siedziba parafii prawosławnej (pw. Świętych Cyryla i Metodego) i rzymskokatolickiej (pw. św. Mikołaja Biskupa). Znajdują się tu 
- cerkiew prawosławna[3]
- kościół pw. św. Mikołaja, ufundowany w 1693 r., rozbudowany w latach 1908-1909, przekształcony w fabrykę w 1961 r., oddany wiernym w 1990 r[4].
- molenna staroobrzędowców pw. Zaśnięcia Matki Bożej[5].

Prywatne miasto duchowne położone było w końcu XVIII wieku w powiecie oszmiańskim województwa wileńskiego.

## Historia
Gniazdo rodowe książąt Świrskich.

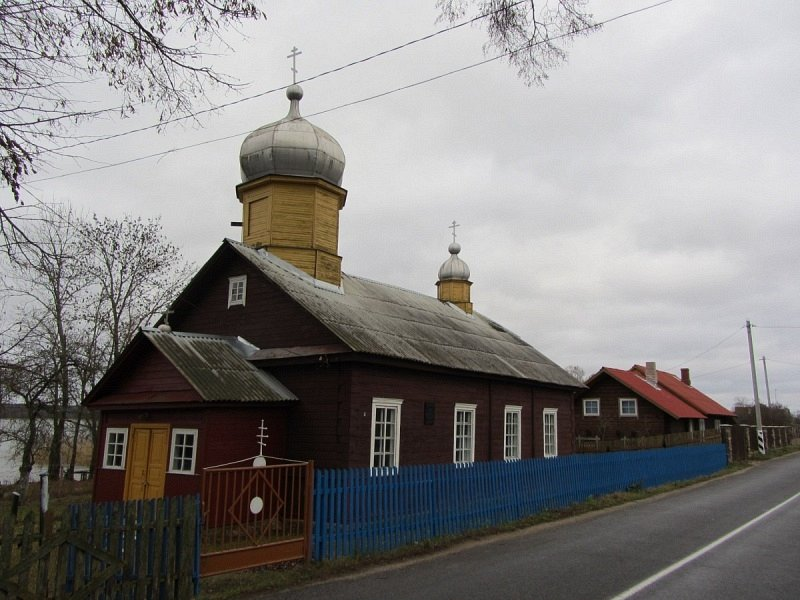
Molenna staroobrzędowców

Podczas wojny polsko-rosyjskiej w latach 1577–82, Stefan Batory przeprowadzał w 1579 roku w Świrze mobilizację konnicy przed wyruszeniem na wyprawę, która skończyła się zdobyciem Połocka. Tutaj miała miejsce narada wojenna.
Podczas wojny litewskiej był jednym z miejsc działania Samoobrony Mińskiej.
Za II RP siedziba wiejskiej gminy Świr.
Podczas okupacji hitlerowskiej 5 listopada 1941 roku Niemcy utworzyli getto dla żydowskich mieszkańców. Przebywało w nim około 800 osób. W sierpniu 1942 roku Niemcy zlikwidowali getto, a Żydów wywieziono do getta w Michaliszkach. 

## Urodzeni w Świrze
- Eduard Wajciachowicz (ur. 1960) – białoruski parlamentarzysta
- Wiktoria Ciechanowicz (nazwisko przebrane: Krzyżanowska) zd. Kosteczko - żołnierz Armii Krajowej pd. "Kalina, autorka książki autobiograficznej "Śladami Wspomnień"[9].